# Puccinia kawandensis
Puccinia kawandensis ist eine Ständerpilzart aus der Ordnung der Rostpilze (Pucciniales). Der Pilz ist ein Endoparasit des Süßgrases Chrysopogon aucheri. Symptome des Befalls durch die Art sind Rostflecken und Pusteln auf den Blattoberflächen der Wirtspflanzen. Sie ist ein Endemit Ugandas.

## Merkmale

### Makroskopische Merkmale
Puccinia kawandensis ist mit bloßem Auge nur anhand der auf der Oberfläche des Wirtes hervortretenden Sporenlager zu erkennen. Sie wachsen in Nestern, die als gelbliche bis braune Flecken und Pusteln auf den Blattoberflächen erscheinen.

### Mikroskopische Merkmale
Das Myzel von Puccinia kawandensis wächst wie bei allen Puccinia-Arten interzellulär und bildet Saugfäden, die in das Speichergewebe des Wirtes wachsen. Aecien oder Spermogonien der Art sind nicht bekannt. Die dunkel zimtbraunen Uredien des Pilzes wachsen beidseitig auf den Blättern des Wirts. Ihre hasel- bis dunkel zimtbraunen Uredosporen sind meist eiförmig bis breitellipsoid, 28–33 × 20–25 µm groß und fein stachelwarzig. Die beidseitig wachsenden Telien der Art sind schwarzbraun, pulverig und früh unbedeckt. Die haselnussbraunen Teliosporen sind zweizellig, vereinzelt längsseptiert, in der Regel ellipsoid bis breitellipsoid und 33–43 × 25–29 µm groß. Ihre Stiele sind gelblich und bis zu 90 µm lang.

## Verbreitung
Das bekannte Verbreitungsgebiet von Puccinia kawandensis umfasst lediglich Uganda.

## Ökologie
Die Wirtspflanze von Puccinia kawandensis ist Chrysopogon aucheri. Der Pilz ernährt sich von den im Speichergewebe der Pflanzen vorhandenen Nährstoffen, seine Sporenlager brechen später durch die Blattoberfläche und setzen Sporen frei. Die Art verfügt über einen Entwicklungszyklus, von dem bislang lediglich Telien und Uredien sowie deren Wirt bekannt sind; Spermogonien und Aecien konnten dem Pilz nicht zugeordnet werden.